# Кримські легенди
Кримські легенди — великий корпус фольклорних текстів, що становить інтерес для дослідників, але слабко вивчений через політичну ситуацію в радянські часи.
Важливо пам'ятати не лише те, що АР Крим — це частина України, але й про ідентичність кримців, зокрема культурну.

## Передісторія
Кримські легенди стали предметом збирання та вивчення ще у першій половині ХІХ століття. Письменники-мандрівники, приїжджаючи до Криму, записували легенди та вставляли їх у свої дорожні нариси та твори. Подібних прикладів є чимало. Найзнаменитіший із них — поема «Бахчисарайський фонтан», написана Олександром Пушкіним після відвідин Криму 1824 року на основі мотивів почутої ним легенди.
Першим великим видавцем кримських легенд, що систематично займався збиранням фольклору, був етнограф та історик Василь Кондаракі (1834—1886). У 1875 році він видав книгу «Універсальний опис Криму» у 17 частинах, де наводилися тексти легенд та казок. В 1883 вийшла його книга «Легенди Криму», до складу якої входили 32 легенди. Опубліковані тексти були грецькими та кримськотатарськими легендами. Хоча Василь Кондаракі не був професійним фольклористом, а його принципи відбору та редагування легенд залишаються невідомими, проте ця книга представляє безперечний інтерес для дослідника.
Видатний німецький тюрколог, фольклорист, етнограф, академік Імператорської Академії наук (Росія) Вільгельм Радлов (1837—1918) в 1886 році здійснив подорож Кримським півостровом для вивчення мови кримських татар. На підставі фольклорного матеріалу, який був зібраний у п'яти повітах Криму, в 1896 вийшла сьома частина відомої книги Радлова «Зразки народної літератури північних тюркських (турецьких) племен». У першому розділі книги були зібрані твори кримськотатарської та кримськоногайської народної літератури, найширшою категорією (69 зразків) є «Казки, легенди та перекази». На жаль, тексти легенд залишаються важкодоступними для дослідження, оскільки, по-перше, книга стала бібліографічною рідкістю, по-друге, тексти надруковані мовою оригіналу без перекладу.
1887 року відомий російський філолог та епіграфіст Василь Латишев (1855—1921) захистив докторську дисертацію з давньогрецьких та латинських написів, знайдених у Північному Причорномор'ї, та у 1893 році надрукував перший випуск «Відомостей древніх авторів грецьких та латинських про Скіфію та Кавказ». Другий випуск вийшов 1896 року, а все видання завершено 1906 року. Фактично це була збірка давньогрецьких легенд та міфів, що існували в причорноморському регіоні в період античності. Василь Латишев опублікував сумлінний переклад античних авторів, нічого не додаючи від себе. У книзі зліва був представлений текст давньогрецькою мовою, а праворуч переклад Латишева, з невеликими коментарями.
Історик, археолог, палеограф, професор та генерал Никандр Маркс (1861—1921), добре знаючи кримськотатарську мову, збирав легенди в районі села Отузи, де знаходився його маєток. Маркс публікував легенди, починаючи з 1912 року в газеті «Ранок Росії». Щойно легенд зібралося достатньо, він вирішив видавати їх збірками. Перша вийшла 1913 року, друга — 1914 року. Вони були видані в Москві і містили по 11 легенд. Обидва випуски були одразу ж перевидані у 1914 та 1915 роках. А в 1917 році в Одесі вийшла третя збірка, що містить 14 легенд. Збірки були забезпечені докладними коментарями Н. Маркса, який вказував місце побутування легенди та її оповідача, пов'язані з нею звичаї та обряди.

## Від Лютневої революції до Другої світової війни
У післяреволюційні роки зростає інтерес до кримського фольклору. Великою подією у збиранні фольклору в Криму стали археолого-етнографічні експедиції Бахчисарайського палацу-музею під керівництвом Кримського Народного Комісаріату Просвітництва РРСФСР у 1924—1929 роках. Найбільш продуктивною в частині фольклору була експедиція 1925 року. Збір фольклору під час експедиції було доручено археологу, фольклористу, історику та епіграфісту Осману Акчокракли, на допомогу якому було надано студент-практикант С. Абдуль-Рагім. На жаль, доля архівів експедицій залишається невідомою у зв'язку з політичними репресіями, яких зазнали її учасники.
У 1925 році в Парижі виходить книга Соломона Крима «Кримські легенди». Насправді книга включала шість кримськотатарських казок і тільки одну авторську легенду. У 1930 році співак, музикант і етнограф Аркадій Кончевський (1883—1969) у видавництві «Фізкультура та спорт» випустив збірку «Казки, легенди та перекази Криму». До збірки входять п'ять кримськотатарських казок, одинадцять легенд та три поеми.
Серйозну спробу наукового збирання та видання кримськотатарських казок і легенд було здійснено Алупкінським палацом-музеєм. У 1935—1937 роках під керівництвом професора Миколи Ернста (1889—1956) проходила історико-археологічна експедиція, проте в ній було приділено місце та фольклору. У 1936 році була видана книга «Казки та легенди татар Криму». Збірка містила 23 казки та три легенди, детальну інформацію про оповідачів.
В 1941 видавництво Кримської АРСР під керівництвом редактора Романа Вуля випустило «Казки кримських татар у передачі М. Г. Кустової». До складу книги входили дев'ять легенд, три казки та три анекдоти.
Це була остання збірка кримськотатарського фольклору. Німецько-радянська війна та депортація багатьох кримських народів 1944 року надовго призупинили видання легенд Криму.

## Післявоєнна ситуація
Минуло майже двадцять років і Кримське державне видавництво випустило першу післявоєнну збірку «Кримських легенд». 1957 році її було складено Р. Вулем і С. Шляпошниковим, редакторами «Кримвидату». У цей час там же працював Г. Таран (1930—1999), який згодом став головним редактором художньої літератури (1969), а пізніше й директором видавництва (1972). У першому виданні його ім'я не згадується, проте він, безсумнівно, був упорядником і редактором усіх наступних десяти перевидань цієї збірки.
Друге видання, випущене в 1959 році, мало назву «Легенди Криму», надалі воно не змінювалося. Починаючи з другого перевидання, використовується передмова, написана відомим українським поетом, академіком АН СРСР Максимом Рильським (1895—1964), що відвідував Крим наприкінці 1950-х — на початку 1960-х років.
В 1974 вийшло десяте, ювілейне, перевидання «Легенд Криму», остання книга легенд, видана за радянської влади. Усього за двадцять років було надруковано загалом 59 легенд. Для видавництва це продукт масової культури, розрахований на курортників. На захист видавців легенд за радянських часів можна сказати, що на той період публікація легенд Криму була можлива тільки в такій формі.

## Після перебудови
Після цього випуск легенд призупинився на 20 років. Тільки після Перебудови, з початку 1990-х років, знову стало можливим їх друкувати. З'явилися репринтні видання Н. Маркса та збірки кримськотатарських казок та легенд, виданого 1936 року Алупкінським палацом-музеєм. Популярність набули комерційні видання легенд, творці яких не дотримувалися як наукового підходу, і навіть будь-яких принципів відбору і класифікації. Легенди, видані в дореволюційний час, передруковувалися впереміш із радянськими; поряд з атеїстичними з'явилися релігійні, при цьому були відсутні гідні примітки та коментарі.
Поруч із кримські національні товариства нині активно випускають збірки легенд з метою збереження культурної пам'яті своїх народів. Серед видавців виділяються імена М. Файзі, Юрія Полканова та Віктора Тіріякі.
Окремо стоїть робота у цьому напрямі кримської письменниці Олена Криштоф (1925—2001). У 1978 році побачила світ її книга «Сто оповідань про Крим», в якій зустрічаються і легенди, а в 2001 році — «Легенди Криму в переказі Олени Криштоф».